# Argyrodes convivans
Argyrodes convivans là một loài nhện trong họ Theridiidae.
Loài này thuộc chi Argyrodes. Argyrodes convivans được George Newbold Lawrence miêu tả năm 1937.